# Zakłady Ogrodnicze C. Ulrich

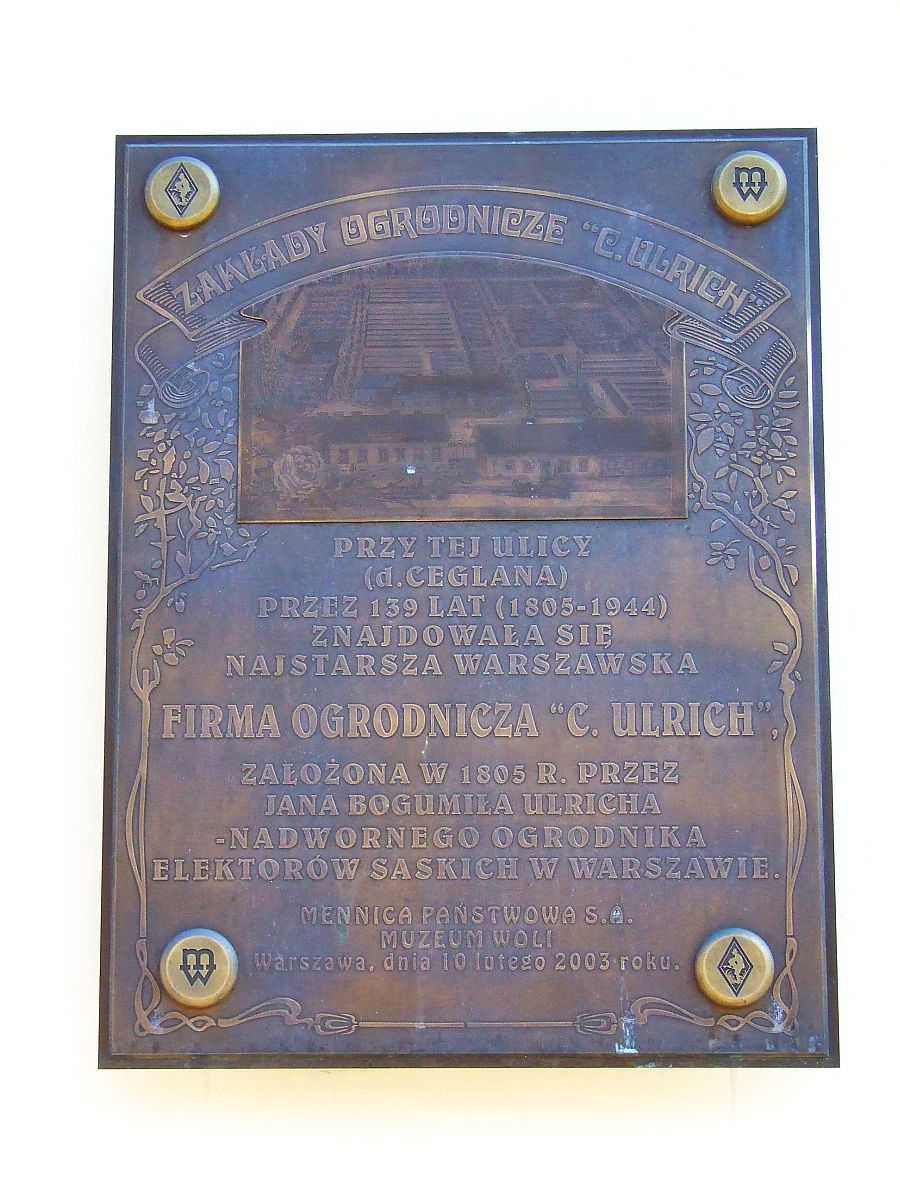
Tablica pamiątkowa na nieistniejącym budynku Mennicy Polskiej przy ulicy Pereca 21

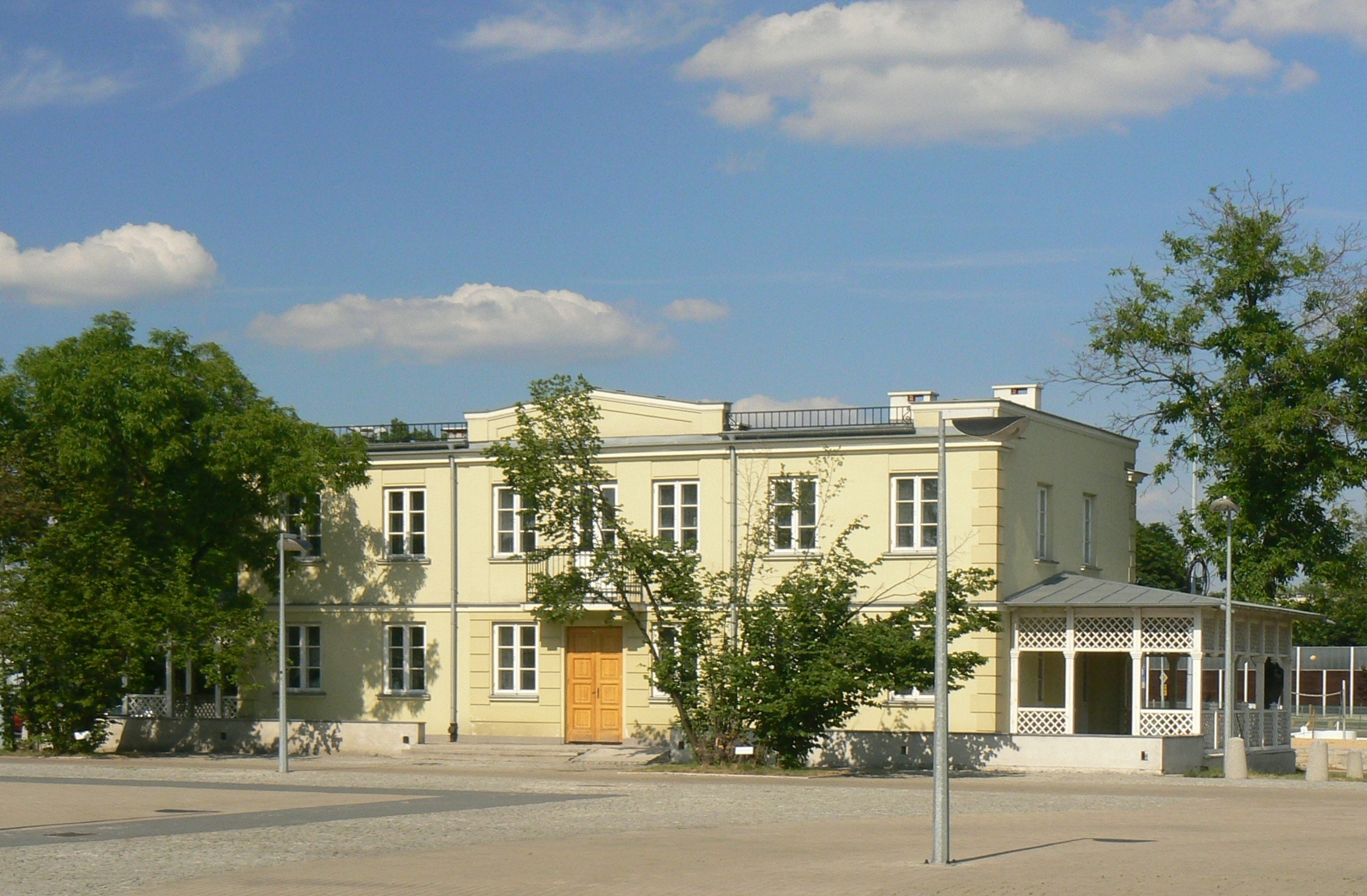
Zabytkowy pałacyk na terenie dawnego gospodarstwa ogrodniczego Ulrichów

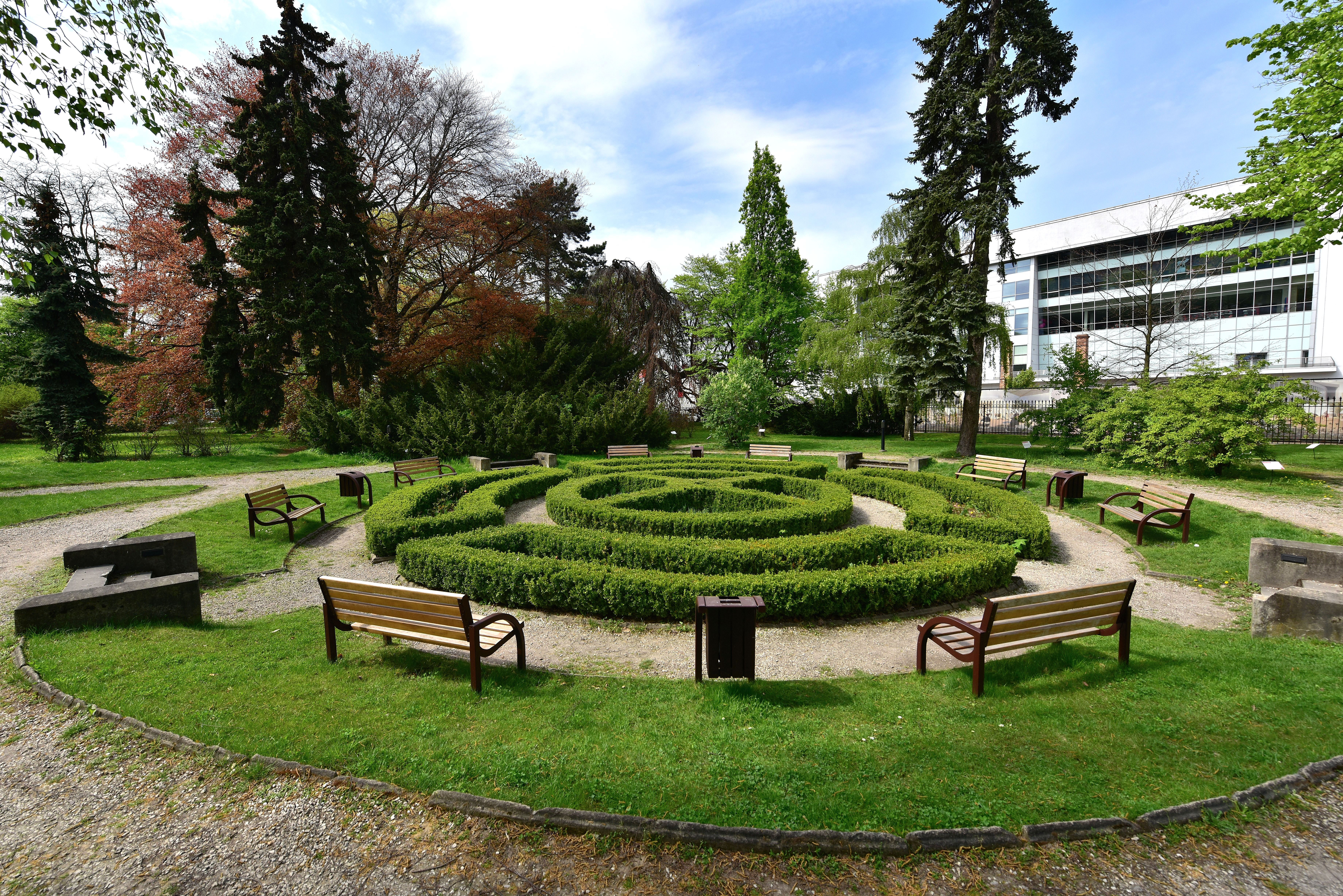
Park Ulricha przy ul. Górczewskiej, po prawej widoczny budynek centrum handlowego Wola Park

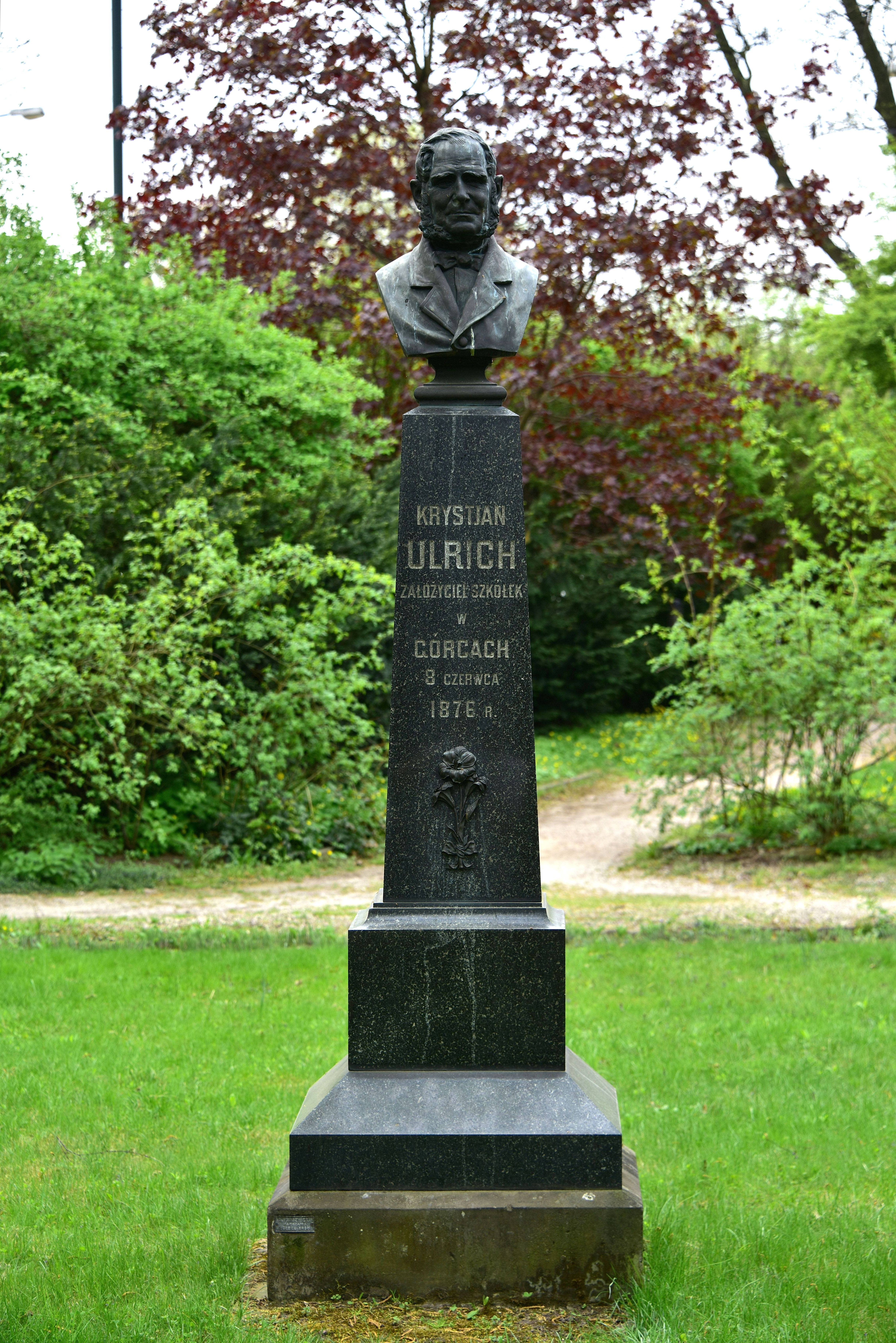
Pomnik J.K. Ulricha w parku Ulricha

Zakłady Ogrodnicze C. Ulrich – spółka będąca właścicielem gospodarstwa ogrodniczego w Warszawie, w dzielnicy Wola, założona w 1805 przez Jana Bogumiła Traugotta Ulricha. W 1876 gospodarstwo zostało przeniesione na grunty wsi Górce przez Jana Krystiana Ulricha. Grunty należące do spółki zostały w 1945 znacjonalizowane, a sama spółka upaństwowiona w 1958.

## Historia
Rodzina Ulrichów przybyła do Polski w XVIII wieku. Jan Bogumił Ulrich, ogrodnik Ogrodu Saskiego w 1805 zakłada własny ogród i rozpoczyna produkcję rzadkich warzyw i owoców, z czasem specjalizując się w kwiatach. Pierwsza lokalizacja gospodarstwa to ulica Ceglana (obecnie Pereca). W tym miejscu do 2014 znajdował się budynek Mennicy Polskiej.
W rejonie gospodarstwa przy Ceglanej w połowie XIX wieku intensywnie zaczyna rozwijać się warszawski przemysł i budownictwo czynszowe, wobec czego syn Bogumiła, Jan Krystian Ulrich w roku 1876 kupuje ziemię we wsi Górce pod nowe gospodarstwo przy ulicy Górczewskiej. Powstał tam wzorcowy zakład ogrodniczy, szkółki ogrodnicze, szklarnie i ogród pokazowy.
Po wojnie grunty należące do spółki w Warszawie zostały upaństwowione. 
W 1958, po śmierci ostatniej z Ulrichów, Krystyny Machlejdowej, przedsiębiorstwo zostało upaństwowione. Zachowały się niektóre budynki i fragment parku. W nazwie centrum handlowego Wola Park znalazło się słowo „Park”.
Po kapitalnym remoncie części budynków i rewaloryzacji parku został on znów, pod nazwą parku Ulricha, udostępniony publiczności.
W latach 90. spółka Zakłady Ogrodnicze C. Ulrich została reaktywowana przez Ryszarda Krauzego, a w latach 1996 i 2012 ministrowie rolnictwa unieważnili decyzje o przejęciu przez Skarb Państwa części gruntów należących do przedsiębiorstwa przed 1945. W 2016 miasto Warszawa wystąpiło do Ministerstwa Rolnictwa i Rozwoju Wsi o wznowienie postępowania w sprawie zwrotu reaktywowanej firmie działek o łącznej powierzchni ponad 4 ha w rejonie planowanej stacji metra Księcia Janusza.